# Hofer Dreiecksrennen
Das Hofer Dreiecksrennen mit dem Zusatz rund um den Otterberg war eine Serie von vier Motorradrennen in Hof in den Jahren von 1948 bis 1951.

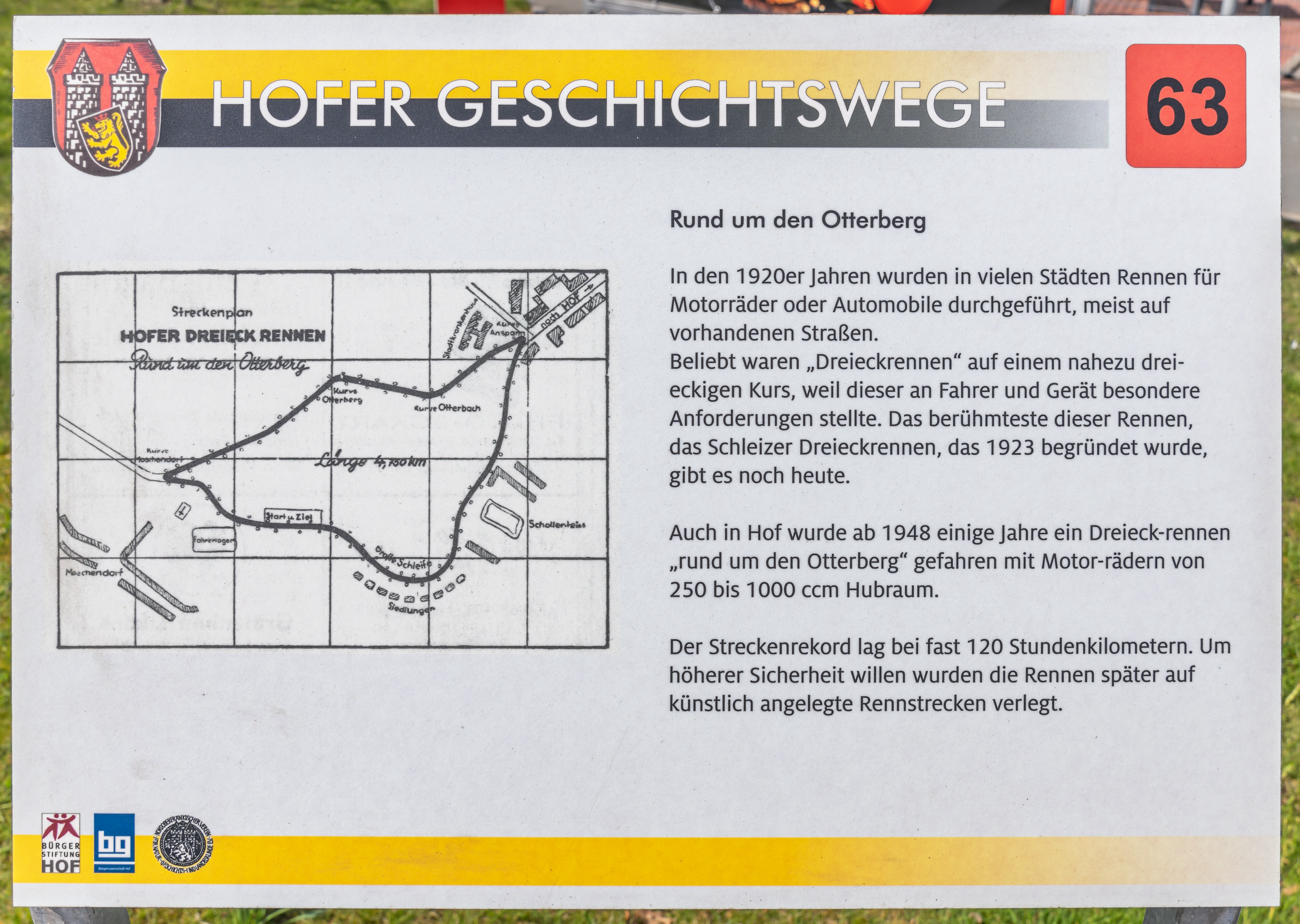
Tafel über das Dreiecksrennen mit Karte

Nach der Währungsreform und dem Ende des Treibstoffmangels war Rennsport wieder möglich und wurde von den Behörden auch wieder erlaubt. Der 1. Motorsport-Club Hof e. V. im ADAC nahm in der Nachkriegszeit mit der Organisation und Durchführung der Rennen seine Arbeit wieder auf. Das nahegelegene berühmte Schleizer Dreiecksrennen lag nun in der Sowjetischen Besatzungszone, was den Zugang erschwerte und das Bemühen um eigene Veranstaltungen nahelegte. Der Otterberg ist ein Hügel im Süden der Stadt, angrenzend an Moschendorf, damals noch streckenweise unbebaut. Die Strecke hatte mit der  Wunsiedler Straße eine lange Gerade, wo sich auch Start und Ziel befanden. Die Streckenlänge ist mit 4,75 km angegeben. Das erste Rennen zog namhafte Rennfahrer aus ganz Deutschland an, die anfangs auf Vorkriegsmaschinen antraten. Zeitungen nennen 40.000 bis 50.000 Besucher. Lizenzfahrer und Europameister Georg Meier gewann das Rennen 1948.
Im Jahr 1950 wurden noch 15.000 Zuschauer genannt. Ein prominenter Rennteilnehmer war Ernst Riedelbauch. Oberbürgermeister Hans Högn hatte die Schirmherrschaft. Das Ende der Rennen war 1951 und der Verein nennt als Gründe explodierende Kosten und den schlechten Straßenzustand, was den Verein in eine Krise stürzte und personellen Wechsel zur Folge hatte. 